# Bill Emerson
Norvell William Emerson, detto Bill (Saint Louis, 1º gennaio 1938 – Bethesda, 22 giugno 1996), è stato un politico statunitense, membro della Camera dei Rappresentanti per lo stato del Missouri dal 1981 al 1996.

## Biografia
Nato e cresciuto nel Missouri, Emerson frequentò l'Università del Missouri e in seguito entrò nelle riserve dell'esercito, dove rimase fino al 1992 quando si congedò con il grado di capitano.
Emerson fu collaboratore di alcuni politici repubblicani e successivamente anche lui divenne politicamente attivo quando si candidò per un seggio alla Camera dei Rappresentanti nel 1980. Emerson venne eletto e negli anni seguenti fu riconfermato per altre sette volte. Nel 1996, mentre era ancora in carica, Emerson morì per via di un tumore e il suo posto al Congresso venne preso dalla vedova Jo Ann, che vinse le elezioni speciali indette per assegnare il seggio.
Nel 1988 Emerson era stato ricoverato al Betty Ford Center per curare i suoi problemi di alcolismo. Dopo la disintossicazione il deputato divenne un portavoce della questione e si impegnò nel promuovere leggi per il recupero degli alcolisti.